# Hunter-Killer
Hunter-Killer („Erkenner-Bekämpfer“ oder wörtlich „Jäger-Töter“) bezeichnet im militärischen Sprachgebrauch allgemein eine Taktik, ein Team oder ein System, bei der die Zielaufklärung oder -erkennung von der eigentlichen Zielbekämpfung getrennt ist. Darüber hinaus wird der Begriff auch für andere militärische Taktiken oder Systeme verwendet.
Das Hunter-Killer-System bietet verschiedene Vorteile gegenüber der Integration in einem System. Prinzipiell kann das jeweilige System auf die jeweilige Aufgabe optimiert und spezialisiert werden, was gleichzeitig auch einen Nachteil darstellt, da die Systeme in der Regel sehr voneinander abhängig sind. So ist beim Ausfall eines Systemteils der andere nicht oder nur eingeschränkt nutzbar.
Allgemein ist das Gesamtrisiko geringer, wenn sich beide Systeme unabhängig voneinander bewegen können. Bei manchen Verfahren lenkt das Hunter-Element absichtlich die Aufmerksamkeit des Ziels auf sich, um dem Killer-Element die ungestörte Bekämpfung zu ermöglichen. Da das Hunter-Element nicht angreift, hat es Kapazitäten frei, Angriffen des Ziels auszuweichen. So ist der Hunter in der Lage ein weiteres Ziel zu suchen oder den Killer zu schützen, während der Killer das Ziel bekämpft.

## Hunter-Killer-Typen
- Die Aufteilung eines Scharfschützenteams wird normalerweise als „Spotter-Shooter“ bezeichnet, wobei sie der klassischen Hunter-Killer-Aufteilung entspricht. Der Spotter übernimmt hier die Zielaufklärung, das Vermessen des Ziels (Entfernung, Wind usw.) und die Zielzuweisung, was heute in der Regel mit starken Ferngläsern mit Laserentfernungsmessern erfolgt. Der Scharfschütze übernimmt die Bekämpfung mit einem Scharfschützengewehr.
- In der Unterdrückung der feindlichen Luftverteidigung („SEAD“) wird manchmal ein als Wild Weasel bezeichnetes Verfahren angewendet, bei dem zwei bis vier Flugzeuge als Hunter-Killer-Team agieren. Während der erste Teil des Teams die Radaraufschaltung oder das Feuer der Flugabwehr provoziert, damit die Einrichtungen lokalisiert und markiert werden können, greift der zweite Teil des Teams die Ziele mit Anti-Radar-Lenkflugkörpern oder konventioneller, gelenkter oder ungelenkter Luft-Boden-Munition an. Dabei wurde häufig auch Streumunition eingesetzt.
- Ein mit der Wild-Weasel-Taktik vergleichbares System wurde ebenfalls bei der U-Boot-Jagd eingesetzt: Im Zweiten Weltkrieg erhielten Geleitzüge Begleitschutz durch Konvoi-Hilfsgruppen, die Jagd auf angreifende U-Boote machten. Hierfür wurden Geleitflugzeugträger, Fregatten und Zerstörer eingesetzt.
- Eine modernere Variante in der U-Boot-Jagd basiert auf dem Aufspüren des getauchten U-Bootes mittels eines Flugzeuges bzw. Hubschraubers mit Magnetanomaliedetektor und der Bekämpfung durch andere Flugzeuge, Überwasserschiffe oder andere U-Boote.
- Ein auf Grund der räumlichen Trennung extremer Fall des Hunter-Killer-Prinzips stellen Forward Air Controller, Artilleriebeobachter und deren Zusammenschluss zu Joint Fire Support Teams dar. Die Artillerie oder Luftnahunterstützung als Killer-Element kann so Ziele bekämpfen, die sie alleine nicht ausmachen könnte.
- Jagd-U-Boote werden im englischen Sprachraum ebenfalls häufig als Hunter-Killer bezeichnet. Hierzu gehören beispielsweise U-Boote der US-amerikanischen Los-Angeles-Klasse oder die russische Akula-Klasse.

## Beispiel für ein Hunter-Killer-System
- Der Schützenpanzer Puma verfügt über eine entsprechende Aufteilung der Feuerleitung. Hier markiert der Kommandant (Hunter) das Ziel mit einem eigenen Periskop und übergibt das Ziel dem Richtschützen (Killer), der die Bekämpfung einleitet.